# قيء بلون القهوة
القيء بلون القهوة (بالإنجليزية: Coffee ground vomiting) هو قيء باللون البني الغامق أو الأسود كالقهوة، يحدث كنتيجة لأكسدة الحديد الموجود في كريات الدم الحمراء بعد تعرضه للعصارة الهضمية. هي علامة تدل على نزيف القناة الهضمية العليا (Upper gastrointestinal tract) كما يحدث في القرحة الهضمية (Peptic ulcer) على سبيل المثال. 
عندما يكون لون القيء أحمر يسمى القيء الدموي، كالقيء البني أو الأسود فإنه يكون بسبب نزيف القناة الهضمية العليا. ولكن على عكس القيء البني أو الأسود، فإن القيء الدموي يدل على أن النزيف شديد وخطير، أو أن مصدر النزيف أقرب من أن يكون في المعدة بل يكون في المريء على سبيل المثال.

## أنظر أيضا
- دوالي معوية